# Camaricus castaneiceps
Camaricus castaneiceps es una especie de araña cangrejo del género Camaricus, familia Thomisidae. Fue descrita científicamente por Berland en 1924.

## Distribución
Esta especie se encuentra en Nueva Caledonia.

## Tratamiento taxonómico
La especie aparece registrada y publicada en Araignées de la Nouvelle-Calédonie et des Iles Loyalty. in: Nova Caledonia. Forschungen in Neu–Caledonien und auf den Loyalty–Inseln. Recherches scientifiques en Nouvelle–Calédonie et aux Iles Loyalty. A. Zoologie. Vol. III. L. II. Sarasin, F. & Roux, J. (ed.) C. W. Kreidel, Berlin pp. 157–255.